# Cladosporium humile
Cladosporium humile är en svampart som beskrevs av Davis 1919. Cladosporium humile ingår i släktet Cladosporium och familjen Davidiellaceae.   Inga underarter finns listade i Catalogue of Life.